# Петрус Кастенман
Петрус Кастенман (швед. Petrus Kastenman, 15 серпня 1924 — 10 червня 2013) — шведський вершник.
Олімпійський чемпіон 1956 року в індивідуальному триборстві.
Бронзовий призер Чемпіонату Європи з кінного триборства 1957 року в командному триборстві.